# Guido Seeber
Guido Seeber, all'anagrafe Friedrich Konrad Guido Seeber (Chemnitz, 22 giugno 1879 – Berlino, 2 luglio 1940), è stato un direttore della fotografia e regista tedesco, pioniere del cinema tedesco ai suoi albori e considerato uno dei padri degli effetti speciali nel cinema.

## Biografia
Suo padre, Clemens, era un fotografo, e gli insegnò tutti i segreti della fotografia sin dall'infanzia. Tra il 1895 e il 1896 fu allievo del celebre fotografo austriaco Carl Pietzner, ma fu nell'estate del 1896 l'evento che avrebbe segnato la sua carriera futura, quando il giovane Guido ebbe l'occasione di vedere la prima pellicola dei fratelli Lumière e subì il fascino di questa nuova forma di arte visiva. Si costruì quindi una camera da ripresa e iniziò a sperimentare le tecniche cinematografiche. Fu grazie a queste continue sperimentazione perfezionò la meccanica e la qualità tecnica della sua macchina da presa, al punto tale che la brevettò sotto il nome di Seeberografo che divenne un marchio ufficiale.
Nel 1908 divenne responsabile tecnico per le riprese cinematografiche della casa di produzione tedesca Deutsche Bioscop, e l'anno successivo lavorò alla sua prima pellicola. Grazie ai suoi sforzi e alle sue sperimentazioni, altri grandi direttori della fotografia tedeschi come Karl Freund, Fritz Arno Wagner e Carl Hoffman poterono affinare i propri strumenti.
Fu il direttore della fotografia di due grandi capolavori della cinematografia tedesca dell'epoca, Lo studente di Praga di Stellan Rye del 1913 e Der Golem di Paul Wegener del 1914. In quello stesso anno entrò nella marina militare tedesca e nel 1915 divenne capo della sezione fotografica e cinematografica della Seeflugzeug-Versuchsanstalt con sede a Warnemünde.
Il 15 novembre 1918 fece ritorno alla Deutsche Bioscop e quando la società venne rilevata dalla Universum Film AG nel 1921 divenne un tecnico freelance.
Fondamentale è il suo contributo nella pellicola di Rye, Lo studente di Praga dove grazie alla sua maestria tecnica si riesce per la prima volta a costruire l'effetto del doppelgänger, ovvero del doppio, attraverso un effetto ottico.
In breve tempo divenne uno dei più importanti direttori della fotografia dell'epoca e venne chiamato dai più grandi maestri della cinematografia tedesca come Urban Gad, Lupu Pick e Georg Wilhelm Pabst.
In particolare per il film di Pick La notte di San Silvestro del 1923, Seeber anticipò la tecnica della macchina da presa volante, utilizzata in seguito da Friedrich Wilhelm Murnau nel suo celebre L'ultima risata del 1924.
Seeber continuò a lavorare anche con l'avvento del cinema sonoro ma le sue collaborazioni riguardarono opere di secondaria importanza. A partire dal 1934 Seeber iniziò a dedicarsi all'attività di documentarista ritirandosi gradualmente dai set cinematografici, anche a causa di un infarto che lo colse nel 1933, costringendolo a una lunga convalescenza. Nel 1935 divenne responsabile del dipartimento per l'animazione dell'UFA, a la nota casa di produzione cinematografica tedesca con sede a Neubabelsberg e iniziò a scrivere libri sulla ripresa e la fotografia dedicati soprattutto ai neofiti, come Der praktische Kameramann e Der Trickfilm - Band II aus der Serie Der praktische Kameramann.

## Riconoscimenti
Nel maggio 1988 la città di Chemnitz ha dedicato una piazza, Seeberplatz, ai due Seeber, Guido e Clemens.

## Filmografia

### Direttore della fotografia
- König Albert von Sachsen wird in Chemnitz empfangen, regia di Guido Seeber - cortometraggio (1898)
- Alarm bei der Berufsfeuerwehr in Chemnitz am 19.8.1898 - cortometraggio
- Schützenzug der privaten Schützengesellschaft in Chemnitz am 31.5.1898 - cortometraggio
- Schützenzug in Leisnig in Sachsen am 26.6.1898 - cortometraggio
- Ein Lokomotivtransport der Sächsischen Maschinenfabrik in Chemnitz durch die Straßen am 28.6.1898 nachmittags 2 Uhr - cortometraggio
- Eine Fahrstuhl Auf- und Abfahrt im Baugerüst beim Neubau der Türme des Domes Meissen - cortometraggio
- Die Enthüllung der Denkmäler auf dem Markt in Chemnitz am 22.7.1900 - cortometraggio
- Chemnitzer Straßenleben von der elektrischen Straßenbahn aus - cortometraggio
- Ausfahrt der Chinakrieger von Bremerhaven mit der Straßburg am 31.7.1900 - cortometraggio
- König Georg von Sachsen in Chemnitz am 10.9.1902 - cortometraggio
- König Georg in Freiberg am 7.5.1903, regia di Guido Seeber - cortometraggio (1903)
- Vom Turnfest in Chemnitz, Juli 1904, regia di Guido Seeber - cortometraggio (1904)
- Zeppelin III in Berlin am 29.8.1909 - cortometraggio (1909)
- Weihnachtsglück - cortometraggio (1909)
- Hallo! Die große Revue: Der Schönheitsabend - cortometraggio (1909)
- Die Flugmaschine der Brüder Orville und Wilbur Wright - Ihre Demonstration auf dem Tempelhofer Feld in Berlin, regia di Guido Seeber - cortometraggio (1909)
- Prosit Neujahr 1910! - cortometraggio (1909)
- Wem gehört das Kind?, regia di Gebhard Schätzler-Perasini - cortometraggio (1910)
- Militärische Disziplin - Eine satirische Groteske - cortometraggio
- Schuld und Sühne, regia di Joseph Delmont - cortometraggio (1910)
- Räuberhauptmann Nulpe, regia di Gebhard Schätzler-Perasini - cortometraggio (1910)
- Rehabilitiert - cortometraggio (1910)
- Gräfin Ankarström, regia di Gebhard Schätzler-Perasini - cortometraggio (1910)
- Das Mädchen mit den Schwefelhölzern, regia di Gebhard Schätzler-Perasini - cortometraggio (1910)
- Mensch, bezahle deine Schulden - Humoreske mit Kameratricks, regia di Emil Albes - cortometraggio (1911)
- Sangue bollente (Heißes Blut), regia di Urban Gad (1911)
- Nachtfalter, regia di Urban Gad (1911)
- Der Sieg des Hosenrocks, regia di Emil Albes (1911)
- Den sorte drøm, regia di Urban Gad (1911)
- Im großen Augenblick, regia di Urban Gad (1911)
- Sündige Liebe, regia di Emil Albes (1911)
- Zigeunerblut, regia di Urban Gad (1911)
- Der fremde Vogel, regia di Urban Gad (1911)
- Die Verräterin, regia di Urban Gad (1911)
- Die Macht des Goldes, regia di Urban Gad (1912)
- Die arme Jenny, regia di Urban Gad (1912)
- Zu Tode gehetzt, regia di Urban Gad (1912)
- Der Totentanz, regia di Urban Gad (1912)
- Das Geheimnis von Monte Carlo
- Die Kinder des Generals, regia di Urban Gad (1912)
- Wenn die Maske fällt, regia di Urban Gad (1912)
- Das Mädchen ohne Vaterland, regia di Urban Gad (1912)
- Sekt-Zauber
- Der Nähkasten
- Jugend und Tollheit, regia di Urban Gad (1913)
- Die Sünden der Väter, regia di Urban Gad (1913)
- Der Tod in Sevilla, regia di Urban Gad (1913)
- Lo studente di Praga (Der Student von Prag), regia di Stellan Rye (1913)
- Die Suffragette, regia di Urban Gad (1913)
- Die Augen des Ole Brandis, regia di Stellan Rye (1913)
- Die Filmprimadonna, regia di Urban Gad (1913)
- Der Verführte, regia di Max Obal, Stellan Rye e Carl Ludwig Schleich (1913)
- Die goldene Fliege, regia di Stellan Rye (1914)
- Engelein
- Kadra Sâfa, regia di Stellan Rye (1914)
- Das Kind ruft
- Evinrude, regia di Stellan Rye (1914)
- Zapatas Bande
- Ein Sommernachtstraum in unserer Zeit, regia di Stellan Rye (1914)
- Bedingung - Kein Anhang!, regia di Stellan Rye (1914)
- Das Feuer
- Erlkönigs Töchter, regia di Stellan Rye (1914)
- Das Haus ohne Tür, regia di Stellan Rye (1914)
- Vordertreppe - Hintertreppe, regia di Urban Gad (1915)
- Der Golem, regia di Henrik Galeen e Paul Wegener (1915)
- Die ewige Nacht, regia di Urban Gad (1916)
- Engeleins Hochzeit, regia di Urban Gad (1916)
- Die weißen Rosen, regia di Urban Gad (1916)
- Der fliegende Holländer
- Alraune und der Golem, regia di Nils Olaf Chrisander (1919)
- Il Golem - Come venne al mondo (Der Golem, wie er in die Welt kam), regia di Carl Boese e Paul Wegener (1920)
- Das wandernde Bild, regia di Fritz Lang (1920)
- Tobias Buntschuh - Das Drama eines Einsamen, regia di Holger-Madsen (1921)
- Hochstapler
- Trick-Track
- Fridericus Rex - 1. Teil: Sturm und Drang, regia di Arzén von Cserépy  (1922)
- Fridericus Rex - 2. Teil: Vater und Sohn, regia di Arzén von Cserépy  (1922)
- Alt Heidelberg, regia di Hans Behrendt (1923)
- Fridericus Rex - 3. Teil: Sanssouci, regia di Arzén von Cserépy (1923)
- Fridericus Rex - 4. Teil: Schicksalswende, regia di Arzén von Cserépy (1923)
- Adam und Eva, regia di Friedrich Porges e Reinhold Schünzel (1923)
- Wilhelm Tell, regia di Rudolf Dworsky, Rudolf Walther-Fein (1923)
- Sylvester, regia di Lupu Pick (1924)
- Der Klabautermann
- Garragan, regia di Ludwig Wolff (1924)
- La contessa Donelli (Gräfin Donelli), regia di Georg Wilhelm Pabst (1924)
- Ein Sommernachtstraum, regia di Hans Neumann (1925)
- Lebende Buddhas, regia di Paul Wegener (1925)
- La via senza gioia (Die freudlose Gasse), regia di Georg Wilhelm Pabst (1925)
- Die vom Niederrhein, regia di Rudolf Walther-Fein, Rudolf Dworsky (1925)
- Rebus Film Nr. 2
- KIPHO
- Die vom Niederrhein, 2. Teil
- I misteri di un'anima (Geheimnisse einer Seele), regia di Georg Wilhelm Pabst (1926)
- Non si scherza con l'amore (Man spielt nicht mit der Liebe), regia di Georg Wilhelm Pabst (1926)
- Rebus Film Nr. 4
- Rebus Film Nr. 5
- Rebus Film Nr. 6
- Rebus Film Nr. 7
- Rebus Film Nr. 8
- Dirnentragödie, regia di Bruno Rahn (1927)
- Ehekonflikte
- Ein rheinisches Mädchen beim rheinischen Wein
- Das Heiratsnest
- Kleinstadtsünder
- Liebesreigen
- Ein Mädel aus dem Volke, regia di Jacob Fleck, Luise Fleck (1927)
- Wochenendzauber
- Der Bettelstudent, regia di Jacob Fleck e Luise Fleck (1927)
- Schenk mir das Leben, regia di Klaus Fery (1928)
- Dragonerliebchen, regia di Rudolf Walther-Fein (1928)
- Robert und Bertram, regia di Rudolf Walther-Fein (1928)
- Il globo infuocato (Der Unüberwindliche), regia di Max Obal (1928)
- Mein Freund Harry, regia di Max Obal, Rudolf Walther-Fein (1928)
- Das Spiel mit der Liebe, regia di Victor Janson (1928)
- Cuori in fiamme (Der moderne Casanova), regia di Max Obal (1928)
- Der Faschingsprinz, regia di Rudolf Walther-Fein (1928)
- Liebe im Schnee, regia di Max Obal, Rudolf Walther-Fein (1929)
- Tempo! Tempo!, regia di Max Obal (1929)
- La principessa del circo (Die Zirkusprinzessin), regia di Victor Janson (1929)
- Das närrische Glück
- Großstadtjugend
- Der schwarze Domino
- Es flüstert die Nacht
- Die fidele Herrenpartie
- Die Konkurrenz platzt
- Donauwalzer
- Die Jagd nach der Million
- Fundvogel
- Die lustigen Musikanten
- Großstadtpiraten
- Kasernenzauber
- Un bacio e un ceffone (Der Bettelstudent), regia di Victor Janson (1931)
- Die Blumenfrau von Lindenau, regia di Georg Jacoby (1931)
- La donna di cui si parla (Die Frau von der man spricht), regia di Viktor Janson (Victor Janson) (1931)
- Reserve hat Ruh, regia di Max Obal (1931)
- Lügen auf Rügen, regia di Victor Janson (1932)
- Drei von der Stempelstelle, regia di Eugen Thiele (1932)
- Zwei glückliche Tage
- Aafa-Kunterbunt III, regia di Max Mack (1932)
- Variete Nummer 7
- Zwei gute Kameraden, regia di Max Obal (1933)
- Die Fahrt ins Grüne, regia di Max Obal (1933)
- Das Tankmädel, regia di Hans Behrendt (1933)
- Die vom Niederrhein, regia di Max Obal (1933)
- Ein Mädchen mit Prokura
- Nur nicht weich werden, Susanne! - Eine Groteske aus vergangener Zeit
- Die Saat geht auf
- Ewiger Wald
- Von Zeppelin 1 bis LZ 130

### Regista (parziale)
- König Albert von Sachsen wird in Chemnitz empfangen (1898)